# Foddenbach-Landbach
Das Naturschutzgebiet Foddenbach-Landbach ist ein langgestrecktes, zum Teil nur wenige Meter breites Gebiet mit einer Größe von 86,87 ha im Gebiet der Gemeinde Steinhagen im Kreis Gütersloh. Es wird mit der Nummer GT-038 geführt.
Es wurde zur Erhaltung von Lebensgemeinschaften und -stätten wildlebender Pflanzen- und Tierarten und insbesondere zum Erhalt und zur Entwicklung von naturnahen Bachläufen und seiner Ufergehölze ausgewiesen.
Beide Bäche zeigen eine weitgehend natürliche Mäandrierung in sandigem Untergrund und führen ganzjährig Wasser. Der Foddenbach fließt zum großen Teil durch Waldgebiete und wird im Bereich landwirtschaftlicher Nutzflächen von Erlen und Traubenkirschen-Eschenwaldes begleitet. Beide Bäche sind über weite Strecken unverbaut und weisen naturnahe Uferstrukturen wie Steilufer, Flachufer, Sand- und Schlammbänke auf.
Der Landbach wird vor Einfluss in das Gebiet und auch im späteren Verlauf als Abrocksbach bezeichnet. Der 7 km lange, auch als Pfotenbach bezeichnete Foddenbach fällt im Naturschutzgebiet orographisch rechtsseitig in den Landbach.